# De koning en koningin komen!
De koning en koningin komen is de tiende Kerstshow van Samson en Gert. De Samson en Gert Kerstshow is een jaarlijkse show die rond de periode van kerst wordt gespeeld en wordt uitgegeven door Studio 100. De show was te zien van 23 december 2000 tot 4 maart 2001 in de Koningin Elisabethzaal in Antwerpen. De show wordt verzorgd met dans, zang en toneel. Zoals vaak in een kerstshow het geval is, is er één groot verhaal dat wordt opgedeeld in kleinere stukjes. Deze sketches worden aaneen gebreid  door Samson en Gert die hun eigen liedjes zingen.

## Rolverdeling
| Personage              | Acteur              |
| ---------------------- | ------------------- |
| Samson                 | Danny Verbiest      |
| Gert                   | Gert Verhulst       |
| Meneer de burgemeester | Walter de Donder    |
| Alberto Vermicelli     | Koen Crucke         |
| Eugène Van Leemhuyzen  | Walter Baele        |
| Octaaf De Bolle        | Walter van de Velde |

## Verhaal
Het is de tiende Samson en Gert Kerstshow en dat moet gevierd worden! Dit jaar hebben Samson, Gert en hun vrienden een toverkasteel als decor geregeld. Als ze een toverspreuk uitspreken, kun je het kasteel veranderen in wat je maar wilt.
Alberto en Octaaf komen met het nieuws dat de koning en de koningin op bezoek komen. Samen met Gert, Samson, Van Leemhuyzen en de burgemeester zorgen ze ervoor dat alles tiptop in orde is voorals het vorstenpaar in de Elisabethzaal arriveert.

## Muziek
De muziek in de show werd verzorgd door de XL-band.
De liedjes die door Samson en Gert gezongen werden tijdens deze show, zijn:
- Ouverture
- De mooiste dag
- Dan is het Kerstmis
- Het kasteel van koning Samson
- Vooruit
- Bowlen
- Bim Bam Bom
- Medley:
  - Er zit meer in een liedje
  - 10 miljoen
  - Ik ben verliefd
  - Wij zijn bij de brandweer
  - In de disco
- Wakker worden
- Medley:
  - Alles is op
  - Ochtendgymnastiek
  - Wij willen voetballen
  - Piloot
  - De mooiste dromen
- Mexico
- Vrolijke vrienden
- Lang zullen ze leven (Alberto, de burgemeester, Octaaf en Van Leemhuyzen)
- Samsonrock